# Федотов, Максим Сергеевич
Максим Сергеевич Федотов (род. 22 января 2002, Саратов) — российский хоккеист, защитник. Мастер спорта России (2024).

## Биография
Сын хоккеиста Сергея Федотова. Младшие братья Илья (род. 2003) и Александр (род. 2011) также хоккеисты.
Начал заниматься хоккеем в три года. Воспитанник саратовского «Кристалла». С сезона 2017/18 — в системе нижегородского «Торпедо». В КХЛ дебютировал 1 февраля 2021 в домашнем матче против «Куньлуня» (3:0). 4 июля 2023 года вместе с братьями перешёл в СКА. 4 июля 2024 года вместе с братом Ильёй был обменян в «Сочи».